# Жолкевский, Ян
Ян Жолкевский (пол. Jan Żółkiewski; умер 26 апреля 1623, Жолква, Королевство Польское, Речь Посполитая (ныне Жолква, Львовская область, Украина) — польский аристократ, староста грубешовский (самое позднее с 1605 года) и яворовский, единственный сын прославленного полководца Станислава Жолкевского и Регины Гербурт. В 1620 году вместе с отцом участвовал в молдавском походе, в битве с турками при Цецоре был тяжело ранен и попал в плен. Станислав в том же сражении погиб, так что Ян номинально унаследовал обширные семейные владения. Он был выкуплен из плена и вернулся домой, но вскоре после возвращения умер от ран. Жолкевский не был женат, так что его земли перешли по женской линии к Даниловичам, а позже — к Собеским.
Жолкевский поставил памятник на месте гибели отца.